# Rauhkarlspitze
La Rauhkarlspitze est une montagne qui s’élève à 2 619 m d’altitude dans les Karwendel, en Autriche.